# Ізмаїл Барбара
Ішмаель Барбара (20 червня 1993) — мальтійський футбольний арбітр. Арбітр ФІФА та УЄФА з 2021 року. З 2017 року судить матчі в Прем'єр-лізі.

## Суддівська кар'єра
12 жовтня 2017 року Барбара судив свій перший матч в Прем'єр-лізі Мальти. Під час матчу між «Валлетта» та «Таршіен Райнбоус» (6–0) арбітр двічі показав жовту картку.
У єврокубках він дебютував 8 липня 2021 року під час матчу між «Гапнарф'єрдюр» та «Слайго Роверз» у першому кваліфікаційному раунді Ліги конференцій Європи УЄФА. Гра закінчилася з рахунком 1–0, і Барбара показав п'ять жовтих карток, дві з яких — одному гравцеві.
Свій перший міжнародний матч на рівні збірних команд відсудив 5 червня 2022 року, коли Перу перемогла з рахунком 1–0 Нову Зеландію завдяки голу Джанлуки Лападули. У цьому матчі Барбара показав п'ять жовтих карток, дві Перу і три Новій Зеландії.
Ізмаїл Барбара судив на чемпіонаті Європи U-19 в Північної Ірландії у 2024 році, а також у 2022 році Суперкубок Мальти.

## Міжнародні матчі
| Дата           | Місце                         | Матч                 | Результат | Турнір      | ЖК | YK · YK · RK | RK |
| -------------- | ----------------------------- | -------------------- | --------- | ----------- | -- | ------------ | -- |
| 5 червня 2022  | Курналя-да-Льобрегат, Іспанія | Перу — Нова Зеландія | 1 — 0     | товариський | 5  | 0            | 0  |
| 11 червня 2024 | Серравалле, Сан-Марино        | Сан-Марино — Кіпр    | 1 — 4     | товариський | 2  | 0            | 0  |